# William V. Allen
William Vincent Allen, född 28 januari 1847 i Midway i Ohio, död 12 januari 1924 i Los Angeles i Kalifornien, var en amerikansk politiker (populist). Han representerade delstaten Nebraska i USA:s senat 1893–1899 och på nytt från december 1899 till mars 1901.
Allen studerade vid Upper Iowa University. Han deltog i amerikanska inbördeskriget i nordstaternas armé. Han inledde 1869 sin karriär som advokat i Iowa och flyttade 1884 till Nebraska. Han tjänstgjorde som domare 1891–1893.
Allen efterträdde 1893 Algernon Paddock som senator för Nebraska. Han ställde upp för omval efter en mandatperiod i senaten men besegrades av republikanen Monroe Hayward. Allen efterträddes i mars 1899 av Hayward som avled senare samma år i ämbetet. Guvernör William A. Poynter utnämnde Allen till Haywards efterträdare i senaten. Allen efterträddes sedan 1901 av Charles Henry Dietrich.
Allen tjänstgjorde igen som domare från 1917 fram till sin död. Han gravsattes på Crown Hill Cemetery i Madison, Nebraska.